# Synchiropus lineolatus
Synchiropus lineolatus är en fiskart som först beskrevs av Valenciennes, 1837.  Synchiropus lineolatus ingår i släktet Synchiropus och familjen sjökocksfiskar. Inga underarter finns listade i Catalogue of Life.